# Wapno (stacja kolejowa)
Wapno – stacja kolejowa w Wapnie, w województwie wielkopolskim, w Polsce.
Obsługuje ruch towarowy. Położona na linii kolejowej z Gniezna do Nakła nad Notecią (będącą odcinkiem linii kolejowej nr 281).
Stację otwarto w 1887. Duży ruch związany był z wydobyciem soli w miejscowej kopalni, która posiadała własną bocznicę. W szczycie sezonu wydobywczego odprawiano stąd 60 wagonów soli dziennie. Istniała nastawnia, a dla ruchu pasażerskiego przeznaczono dwa perony. Podczas katastrofy górniczej w 1977 linia z Damasławka do Kcyni znacznie ucierpiała, a ruch pociągów był czasowo wstrzymany (kursowały wówczas autobusy zastępcze).